# Мира (град)
Вижте пояснителната страница за други значения на Мира.
Мира (Myra) e древен град в Ликия. Днес се казва Демре (преди Кале) и се намира в провинция (вилает) Анталия в Югозападна Турция на 5 км от брега на Средиземно море. В града e действал и първо погребан Свети Николай Мирликийски Чудотворец.
Мира е в Ликийския съюз на 6-те големи града в Ликия. Тук се e намирало най-голямото светилище на Артемида Eleuthera (Кибела), което е разрушено през 141 г. от земетресение, след това възстановено и според легендата през 6 век разрушено от владиката Николай.
От 300 г. Свети Николай (* 280/286 в Патара в Ликия; † 345/351) е владика на Мира.
Той е бил погребан в Мира, но през 1087 г. венециански търговци местят неговите нетленни останки в Бари.
През вековете градът е погребан от тинята на река Демре.
На 6 декември 2007 г. турският министър на културата Ertuğrul Gunay разрешава на Вселенския Патриарх на православните църкви Вартоломей I да се проведе църковна литургия по православен обред в намиращата се на река Демре базилика на Св. Николай. Последната литургия се провежда през 2002 г. След това не се разрешавало.
Културният министър е дал и около 25.000 евро за реставрацията на намиращата се в лошо състояние църква. 

## Галерия
- Статуя на Св. Николай
- Оригиналният гроб на Св. Николай в базиликата в Мира
- Скалните гробници
- Руини на о-в Кекова
- Панорама на античния театър
- "Николай Мирликлийски спасява трима невинно осъдени от смъртно наказание худ. Иля Репин, 1888